# Culture au Moyen-Orient
Le Moyen-Orient est au carrefour de cultures parmi les plus anciennes et les plus développées au monde.
Que ce soit la culture des populations, arabes, turques, perses, kurdes,  juives, arméniennes ou encore, le Judaïsme, le Christianisme et l'Islam, leur sécularité a conduit à leur formidable développement qui représente aujourd'hui un attrait pour les touristes du monde entier,. De nombreux sites archéologiques, constructions, ou sites naturels sont ainsi classés au Patrimoine mondial moyen-oriental, répartis autour des nombreuses aires urbaines qui se sont progressivement développées.

Les principaux royaumes du Moyen-Orient au, avec les villes et sites archéologiques principaux.

## Culture par ensembles régionaux

### Péninsule arabique
La péninsule arabique correspond aux terres émergées entre la mer Rouge et le golfe Persique, au carrefour commercial entre Europe, Afrique et Asie. Aujourd'hui, cette région est au cœur de la géopolitique internationale, notamment pour ses réserves pétrolières et gazières et la voie navigable offerte par la mer Rouge et le canal de Suez, vitaux pour les pays occidentaux. Si les régions sont généralement peu habitées et les vestiges culturels anciens, les petites pétro-monarchies (Émirats arabes unis, Qatar et Bahreïn) tentent de développer de nouvelles activités économiques, et par là même, activités culturelles liées au tourisme : divertissements, reconstitutions historiques ou constructions artificielles.
Historiquement peuplée de tribus bédouines, nomades ou sédentaires, et vivant de l'élevage de bétail (dromadaires, chevaux et chèvres principalement), d'agriculture vivrière (palmiers, café, orge, millet, fruits et légumes dans les zones fertiles, etc.), de commerce et de pêche sur les littoraux. L'Arabie est le point de départ des conquêtes par les Arabes des régions voisines du Proche-Orient et d'Afrique du Nord. Le système politique tribal, à la base des sociétés s'étant développées dans la région reste encore largement répandu et influent au sein des différents États.
Par leur langue comme par leurs croyances religieuses, les Arabes font partie du monde sémitique. Les valeurs qui dominent ce monde de l'Arabie préislamique sont liées à la vie rude et âpre du désert : l'honneur de la tribu, la défense et la perpétuation du groupe, la solidarité et l'hospitalité, l'exaltation de la guerre. 

Le nom de Dieu écrit en arabe.

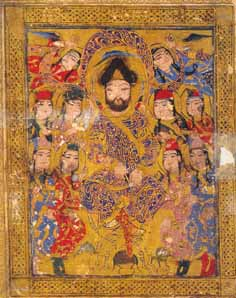
Illustration du Kitâb al-Aghânî (Livre des Chansons), XIII, regroupant des textes de musiciens et poètes arabes.

Linguistique
- Arabe
- Arabe du Golfe
- Arabe syro-libano-palestinien
- Poésie arabe
- Métrique arabe

- Histoire de l'alphabet arabe
- Styles calligraphiques arabes
- Littérature de langue arabe

Sciences
- Astronomie arabe
- Mathématiciens arabes
- Scientifiques arabes
- Numération arabe
- Mathématiques arabes

Arts
- Musique arabe
- Architecture mamelouke
- Art fatimide

### Proche-Orient
Les plus anciens signes d'écriture datent de cinq mille ans et ont été découverts à Uruk permettant de codifier le fonctionnement des premières sociétés complexes et de consigner les faits marquants : propriétés, contrats commerciaux, actes religieux, lois, historiographie, etc. ; à la même époque de grandes cités-États se développent en Mésopotamie et témoignent des premières sédentarisations massives dans le Croissant fertile. La domestication de plantes à graines comestibles et d'animaux d'élevage commence dans cette région et se répandra ensuite à l'ensemble du monde (blé, orge, vache, chèvre, mouton, porc, etc.).
Le Proche-Orient, de par son positionnement géographique au carrefour des mondes méditerranéen, européen, nord-africain, arabe, perse et turc a depuis longtemps fait l'objet d'échanges culturels intenses. Dès l'antiquité, les civilisations gréco-romaines et celles présentent au Proche-Orient ancien se côtoient et développent le commerce, les échanges d'idées (politique, religion, technologies, sciences, etc.), les affrontements ou encore le brassage des civilisations, sociétés et individus.
Les périodes postérieures voient l'arrivée de nouvelles influences : les peuples turcs et perses venant d'Asie Mineure, la culture arabe et musulmane, les influences européennes, etc. S'enchaînent des périodes de colonisation, de nationalisme puis d'indépendance progressive des États du Levant ; les langues évoluent, de même que la pensée et la culture et la région s'insère dans la géopolitique contemporaine avec sa mosaïque de peuples et de cultures et les oppositions induis.

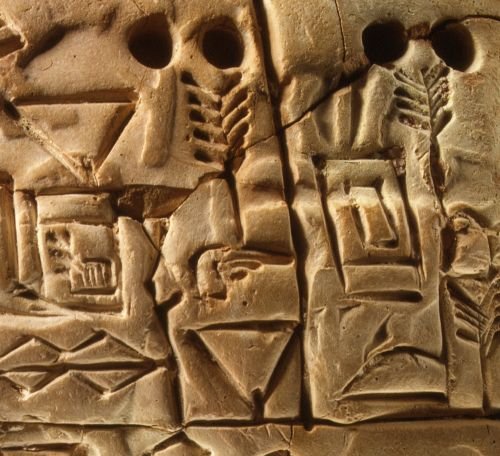
Tablette administrative de la fin de la période d'Uruk.

Civilisation
- Assyrie
- Égypte antique
- Hittites
- Mésopotamie
- Phénicie
- Hébreux
- Kurdes
- Sémites

Linguistique
- Écriture cunéiforme
- Langues sémitiques

Religions
- Religions du Proche-Orient ancien
- Religion en Mésopotamie
- Religion élamite
- Religion hittite

### Anatolie
L'Anatolie a depuis l’antiquité bénéficié du croisement des cultures helléniques, européennes et orientales, d'abord sous l'Empire byzantin, puis sous l'Empire ottoman ; la Turquie qui occupe aujourd'hui la majeure partie de l’Anatolie est encore soumise à ce brassage culturel entre Asie et Europe.
- Sciences et techniques dans l'Empire ottoman
- Littérature turque
- Art de l'Anatolie turkmène et des premiers Ottomans
- Turc

### Perse
La Perse a dominé le Moyen-Orient antique et a laissé de nombreux héritages scientifiques et culturels aux Empires qui lui ont succédé.
- Littérature persane
- Persan
- Jardin persan
- Tapis persan
- Danse persane

## Culture par religions

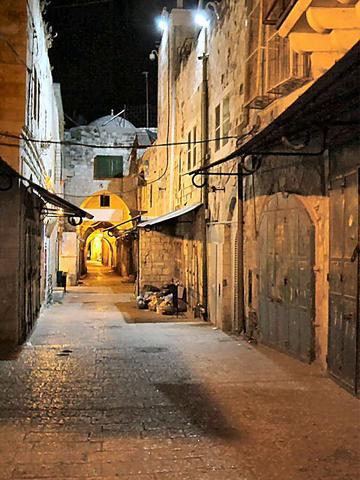
Jérusalem, ville trois fois sainte, de nuit.

Les pays du Moyen-Orient ayant conservé certaines de leurs traditions séculaires, tant religieuses que culturelles, l'héritage des différents courants de l'islam, des hébreux, assyriens, etc. et dans une moindre mesure, chrétiens (coptes, orthodoxes, etc.), est toujours présent dans les fêtes, la musique ou les arts, ainsi que dans des enjeux politiques, économiques et civilisationnels.

### Islamique
- Arts de l'Islam
- Philosophie islamique
- Musique islamique
- Sciences et techniques islamiques
- Céramique islamique
- Art du métal islamique
- Verre islamique
- Architecture islamique

### Juive
- Musique juive
- Musique hébraïque

## Culture par pays

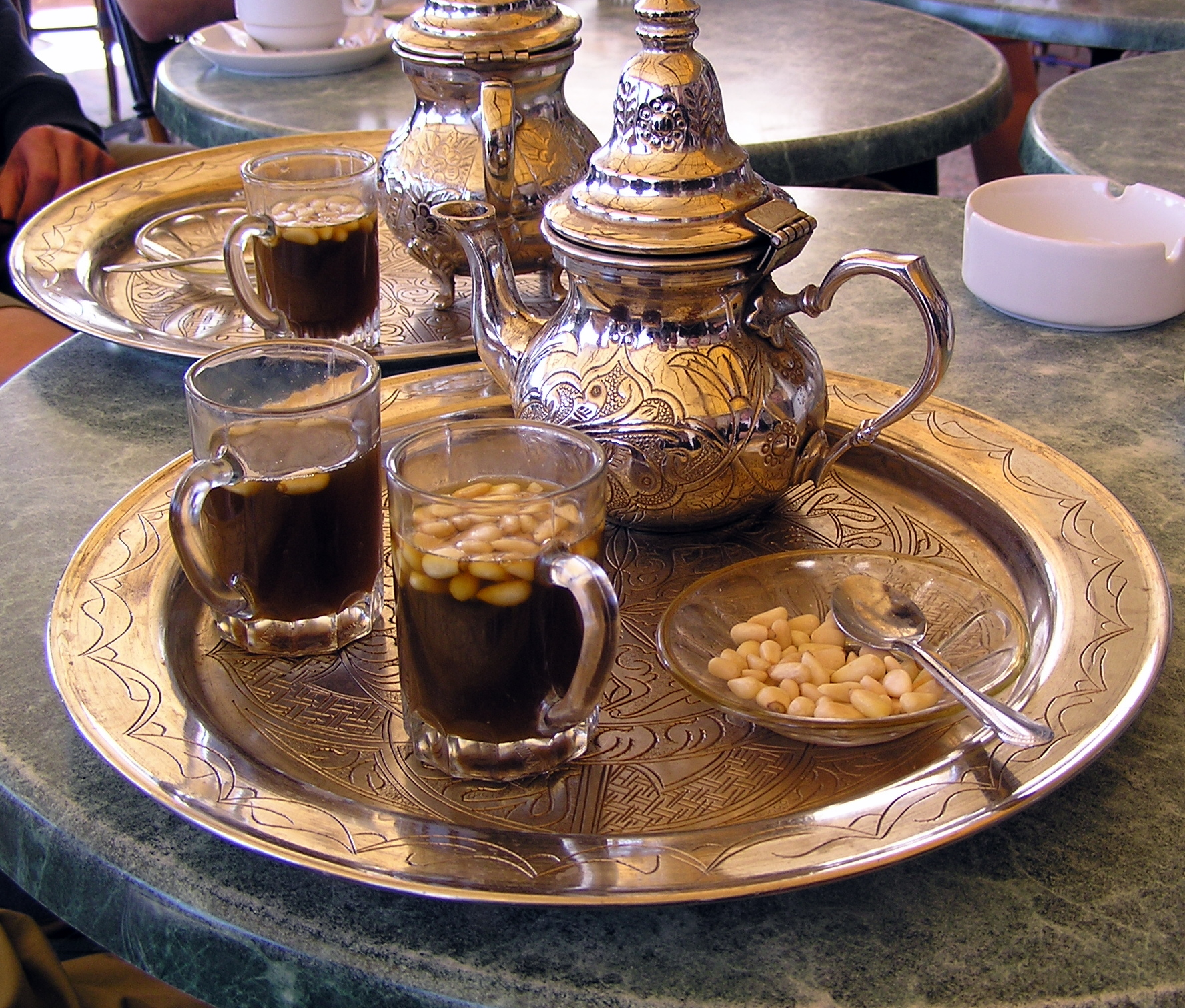
Thé à la menthe, très consommé au Moyen-Orient.

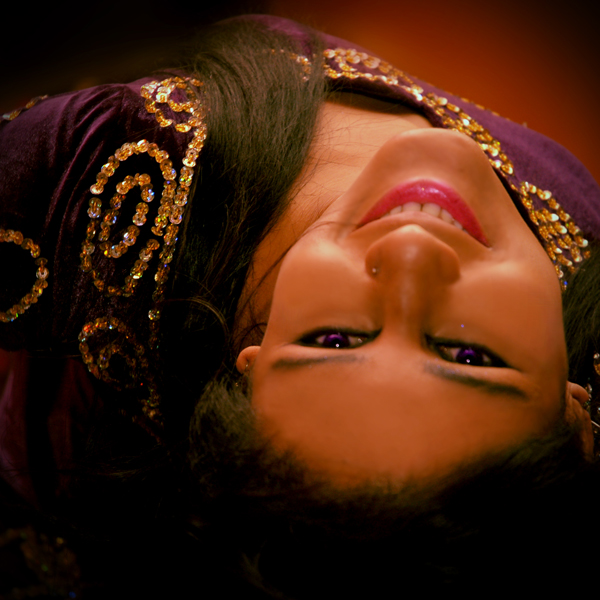
Danseuse du ventre

### Arabie saoudite
- Musique saoudienne
- Liberté de religion en Arabie saoudite
- Hymne de l'Arabie saoudite
- Cinéma de l'Arabie saoudite

### Bahreïn
- Hymne de Bahreïn
- Cinéma bahreïni

### Égypte
- Musique égyptienne
- Hymne de l’Égypte
- Architecture de l'Égypte antique
- Architecture militaire de l'Égypte antique
- Hymne de l’Égypte
- Cinéma égyptien

### Émirats arabes unis
- Hymne des Émirats arabes unis

### Irak
- Musique irakienne
- Musique kurde
- Hymne de l’Irak
- Cinéma irakien

### Iran
- Architecture iranienne
- Cinéma iranien
- Cuisine iranienne
- Art des Saljukides d'Iran
- Art de l'Iran autonome avant les Seljoukides
- Musique iranienne
- Mouvements intellectuels en Iran
- Radio et Télévision Nationales iraniennes
- Hymne de l’Iran

### Israël
- Musique israélienne
- Musique palestinienne
- Littérature israélienne
- Académie de la langue hébraïque
- Musée d'Israël
- Seconde Autorité pour la télévision et la radio
- Hymne d’Israël
- Cinéma israélien

### Jordanie
- Musique jordanienne
- Hymne de la Jordanie
- Cinéma jordanien

### Koweït
- Hymne du Koweït
- Cinéma koweïtien

### Liban

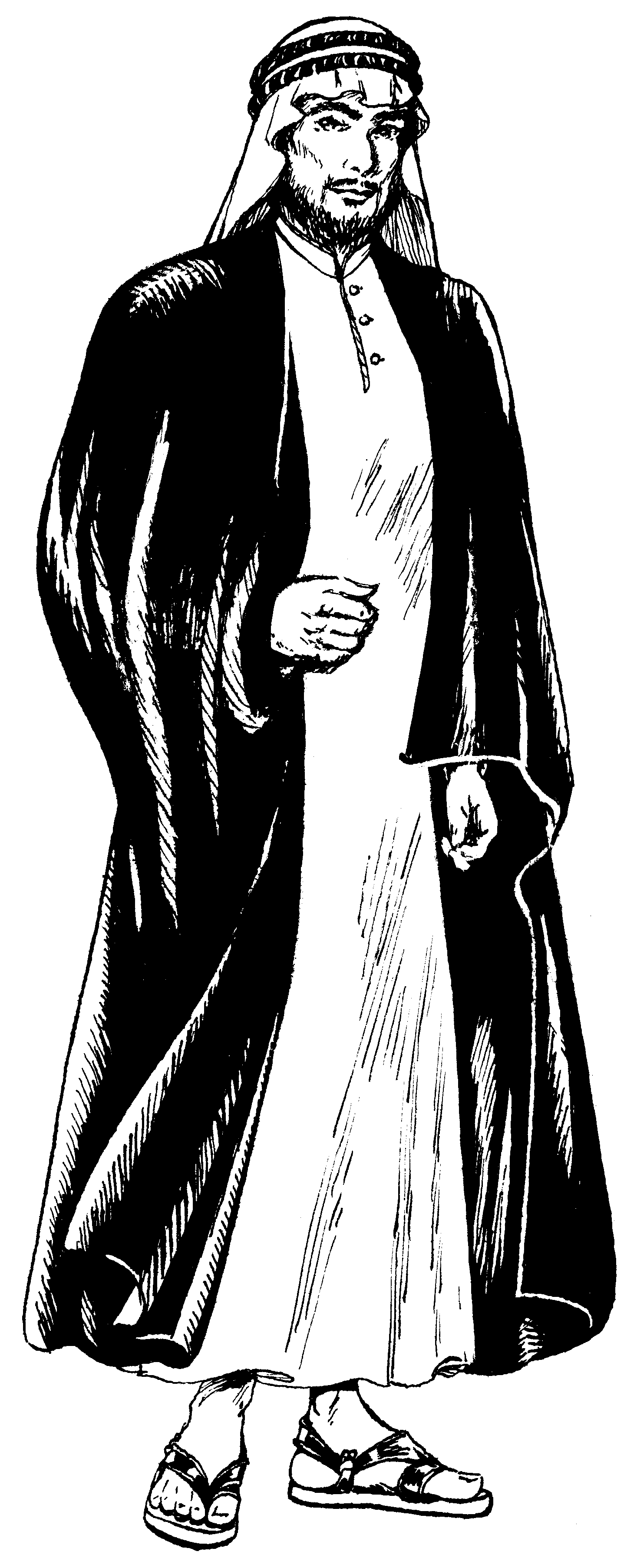
Tenue traditionnelle des Bédouins.

- Académie libanaise des Beaux-Arts
- Cuisine libanaise
- Cinéma libanais
- Littérature libanaise
- Musique libanaise
- Hymne du Liban

### Oman
- Musique omanie
- Hymne d’Oman
- Cinéma omani

### Qatar
- Hymne du Qatar
- Cinéma qatari

### Syrie
- Musique syrienne
- Hymne de la Syrie
- Cinéma syrien

### Turquie
- Cuisine turque
- Cinéma turc
- Musique turque
- Littérature turque
- Hymne de la Turquie

### Yémen

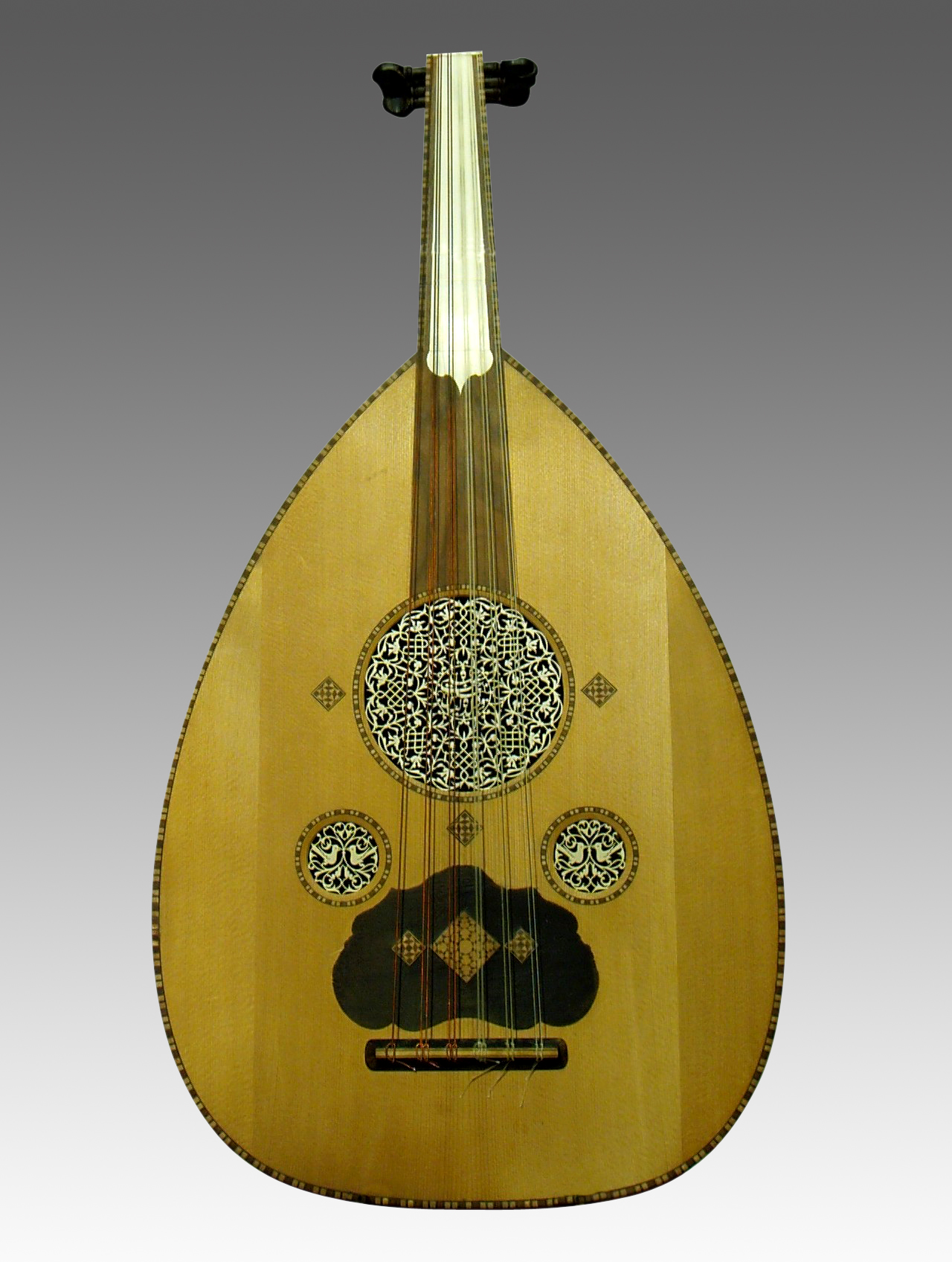
Un oud

- Musique yéménite
- Hymne du Yémen
- Cinéma du Yémen